# Liste der Biografien/Sd
Liste der Biografien |
Portal Biografien |
Personensuche
# |
A |
B |
C |
D |
E |
F |
G |
H |
I |
J |
K |
L |
M |
N |
O |
P |
Q |
R |
S |
T |
U |
V |
W |
X |
Y |
Z |
?
 
Sa |
Sb |
Sc |
Sd |
Se |
Sf |
Sg |
Sh |
Si |
Sj |
Sk |
Sl |
Sm |
Sn |
So |
Sp |
Sq |
Sr |
Ss |
St |
Su |
Sv |
Sw |
Sy |
Sz
Die Liste der Biografien führt alle Personen auf, die in der deutschsprachigen Wikipedia einen Artikel haben. Dieses ist eine Teilliste mit 19 Einträgen von Personen, deren Namen mit den Buchstaben „Sd“ beginnt.

## Sd

### Sda
- Sdanowitsch, Georgi Felixowitsch († 1917), georgischer Publizist, Kritiker, Politiker und öffentlicher Aktivist
- Sdanowska, Julija (2000–2022), ukrainische Mathematikerin und Lehrerin
- Sdasjuk, Galina Wassiljewna (1931–2024), sowjetische bzw. russische Humangeographin

### Sdb
- SDBY, deutscher Rapper und Musikproduzent

### Sde
- Sderschikowa, Walentina (* 2001), kasachische Skispringerin

### Sdi
- SDiddy (* 1981), deutscher Rapper
- Sdiri, Salim (* 1978), französischer LeichtathletSalim Sdiri (* 1978)

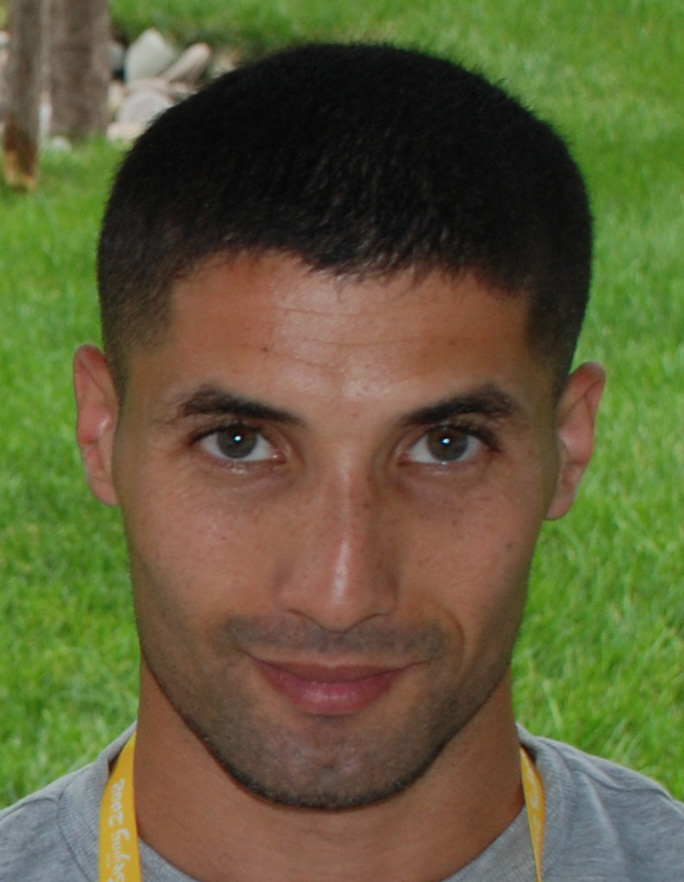
Salim Sdiri (* 1978)

### Sdm
- SDM (* 1995), französischer Rapper

### Sdo
- Sdougos, Zenon (1916–2005), griechischer Verwaltungsbeamter und UN-Funktionär
- Sdoukos, Epaminondas, griechischer deutschsprachiger Schauspieler

### Sdr
- Sdralek, Max (1855–1913), deutscher katholischer Kirchenhistoriker
- Sdrawkow, Boschidar (1884–1959), bulgarischer Richter und Politiker
- Sdrawkow, Slatomir (* 1985), bulgarischer Naturbahnrodler
- Sdrawkowa, Marija (* 1998), bulgarische Biathletin

### Sdu
- Sdun, Matthias (* 1975), deutscher Filmproduzent und Videojournalist
- Sdun, Nora (* 1974), deutsche Verlegerin, Journalistin und Galeristin
- Sdunek, Daniel (* 1980), deutscher Handballtorwart
- Sdunek, Fritz (1947–2014), deutscher Amateurboxer und Boxtrainer
- Sdunow, Pawel Wladimirowitsch (* 1991), russischer Eishockeyspieler